# Inorahosahalli, Bangarapet
Inorahosahalli là một làng thuộc tehsil Bangarapet, huyện Kolar, bang Karnataka, Ấn Độ.